# 海上田园东站
海上田园东站是一个属于深圳地铁12号线的地铁车站，位于中华人民共和国广东省深圳市宝安区沙井街道丰民路与新沙路交叉路口以北，沿丰民路呈南北走向。此站連接海上田园景區。
本站于2022年11月28日随深圳地铁12号线一同正式启用。

## 车站结构
海上田园东站为地下二层12m岛式车站，整体设置于丰民路地下。
本站北侧大里程端设有一條渡线，供列車曾經以此站為终點站使用站后折返。

### 楼层
| 地面              | -    | 出入口 |
| 地下一层          | 站厅 | 售票机、客务中心、车站控制室                                                                              |
| 地下二层          | 月台 | \| \| \| 12號線往松岗（蚝乡） \| \| 島式 · 開左邊车门 \| \| \| \| \| \| 12號線往左炮台东（海上田园南） \| |
|                   |      | 12號線往松岗（蚝乡）                                                                                      |
| 島式 · 開左邊车门 |      | |
|                   |      | 12號線往左炮台东（海上田园南）                                                                            |

### 出入口
海上田园东站共设有四个出入口，其中A、C口设有垂直电梯，B口设有卫生间。
| 出口编号及设施                                          | 主出口图片 | 垂直电梯图片 | 建议前往的目的地                                                          |
| ------------------------------------------------------- | ---------- | ------------ | ------------------------------------------------------------------------- |
| · 坡道位于垂直电梯处                                    |            |              | 丰民路东侧 新沙路北侧（东） 深圳市第七高级中学 蚝二·西海岸                |
| 出口 · B · 盲道标志 · 扶手电梯标志 · 洗手间标志         |            |              | 丰民路西侧（北） 民主大道南侧 航世科技园 民主新村 蚝三民主丰泽园 海上田園 |
| · 坡道位于垂直电梯处                                    |            |              | 丰民路西侧（中） 新沙路北侧（西）                                         |
| 出口 · D · 盲道标志 · 扶手电梯标志                      |            |              | 丰民路西侧（南） 新沙路南侧 三间仔                                        |
| 註： 設有 \| 設有 \| 設有 \| 設有扶手電梯 \| 設有洗手間 |            |              |                                                                           |

### 车站艺术
（待补充）

## 历史

### 规划和建设
2018年01月23日，深圳市地铁集团有限公司发布《深圳市城市轨道交通12号线工程环境影响报告书》，其中包含本站，工程名为海上田园东站，原因为本站位于深圳市重要景点海上田园东侧。
2018年12月18日，本站通过基坑开挖条件验收，正式开始进入土方开挖工序。
2019年6月26日，本站首块顶板顺利浇筑。
2019年8月16日，深圳地铁12号线首台盾构在本站顺利始发。
2022年4月22日，深圳市规划和自然资源局发布《关于〈深圳市轨道四期相关线路站名规划〉批准方案的公告》，其中本站继续使用工程名海上田园东站。
2022年6月22日，12号线首批单位工程暨人防工程顺利通过验收。
2022年11月28日，本站随深圳地铁12号线一同启用。

## 未来发展

### 深圳地铁18号线
深圳地铁18号线将在此处设站，与既有车站通过事先预留的换乘节点实现十字型节点换乘。目前深圳地铁18号线部分已纳入深圳市城市轨道交通第五期规划，但途径本站部分并未纳入，为远期线路。

## 接駁交通

### 公共汽车
| 民主社区（近B出入口） | 民主社区（近B出入口）  | 民主社区（近B出入口）  | 民主社区（近B出入口）  | 民主社区（近B出入口）  |
| 编号                  | 路线                   | 路线                   | 路线                   | 备注                   |
| --------------------- | ---------------------- | ---------------------- | ---------------------- | ---------------------- |
| B839                  | 已于2023年8月1日停办   | 已于2023年8月1日停办   | 已于2023年8月1日停办   | 已于2023年8月1日停办   |
| B948                  | 已于2023年12月21日停办 | 已于2023年12月21日停办 | 已于2023年12月21日停办 | 已于2023年12月21日停办 |
| M331                  | 机场东地铁公交接驳站   | ⇆                      | 海上田园               |                        |
| 337                   | 海上田园               | ⇆                      | 火车站337总站          |                        |
| 652                   | 海上田园               | ⇆                      | 潭头西综合场站         |                        |
| 779                   | 海上田园               | ⇆                      | 东环路口               |                        |

## 相关图像
- 站厅（2022年12月）
- 12号线左炮台东方向站台
- 12号线1站台（终点站，北延开通前）